# Fulacunda
Fulacunda – miasto w środkowej Gwinei Bissau, w Regionie Quinara. Liczy 1375 mieszkańców.